# Aviron bayonnais-Biarritz olympique en rugby à XV
Pour les articles homonymes, voir Derby basque.
Cet article retrace l'historique des confrontations entre les deux clubs de rugby à XV de l'Aviron bayonnais et du Biarritz olympique, ainsi qu'une liste non exhaustive de chacune de ces rencontres.
L'histoire de ces confrontations est la définition imagée d'un derby car les deux clubs sont rivaux. Les deux villes sont très proches l'une de l'autre et seulement 4,769 km séparent le stade Jean-Dauger du Parc des sports d'Aguiléra.

## Historique
Le tout premier derby de l'histoire a lieu le 5 janvier 1908 au Parc des sports d'Aguiléra entre le Biarritz Stade (qui fusionnera plus tard pour devenir le Biarritz olympique) et l'Aviron bayonnais. Biarritz s'impose sur tapis vert.
Le 13 mai 1934 c'est l'apogée du rugby en Pays basque l'Aviron bayonnais et le Biarritz olympique se retrouvent au stade des Ponts-Jumeaux de Toulouse pour disputer la finale du Championnat de France. Les ciels et blancs s'imposent sur le score de 13 à 8 et décrochent leur deuxième titre de champion de France.
En 1958 un match avec les équipes réserves du BO et de l'Aviron a lieu à Aguiléra; alors que les Bayonnais mènent au score au bout de 30 minutes l'arbitre arrête le match car il y avait deux blessés graves côté biarrot et un blessé grave côté bayonnais. Le match sera rejoué une semaine plus tard à Soustons et Bayonne s'impose sur le terrain. Mais Biarritz fait appel car le joueur bayonnais Xango Hiriberry aligné sur la feuille de match a joué au rugby à XIII et a maintenant 20 ans et à l'époque on ne pouvait pas jouer au rugby à XV passé cet âge si le joueur avait fait du XIII. Biarritz saisit les instances du rugby avec pour preuve la licence de Hiriberry vendu au BO par Lesca dirigeant de la Société nautique de Bayonne de l'époque. La fédération française de rugby rend son verdict Xango Hiriberry est radié du rugby et Biarritz a match gagné sur tapis vert, malgré la dérogation obtenue par la FFR en début de saison par l'Aviron pour pouvoir aligner ce joueur. À la suite de cet événement il se passera au moins 15 ans sans que toutes les équipes première, réserve, jeune etc. ne se rencontrent (mis à part en match organisé par la fédération qui eux étaient obligatoires). La rivalité entre les deux clubs est née.
Le derby du 29 novembre 2011 au Parc des sports d'Aguiléra restera comme l'un des derbys les plus célèbres de l'histoire grâce à un fait inhabituel. Après seulement 6 minutes de jeu, Lucien Harinordoquy descend des tribunes pour aller défendre son fils, Imanol Harinordoquy, aux prises avec le joueur Bayonnais, Jean-Joseph Marmouyet. Finalement, le Biarritz olympique gagne le match, grâce à une pénalité à la toute fin de match sur le score de 21 à 19. Cet événement a provoqué une polémique dans le monde du rugby français et Lucien Harinordoquy s'est ensuite excusé pour son comportement. 
À la suite de cet événement, le Biarritz Olympique voit son stade d'Aguiléra suspendu pour l'une de ses rencontres à domicile. Les deux équipes biarrotes et bayonnaise doivent s'acquitter d'une amende de 5 000 € chacun.
Un match s'avère important pour les deux clubs : le barrage d'accession au Top 14 de la saison 2020-2021 se dispute le 12 juin 2021 au stade d'Aguiléra, Biarritz, le Biarritz olympique, battu en finale de la Pro D2 par l'USA Perpignan, affrontant l'Aviron bayonnais, 13e du Top 14. Sept ans après sa descente, Biarritz retrouve l'élite en s'imposant après prolongation aux tirs au but, 6-5, après une égalité de 6-6,.
À l'intersaison 2024, les deux clubs signent un partenariat afin d'acter l'organisation estivale d'une « journée amicale des Derbys basques », mettant en opposition les équipes des deux clubs dans différentes catégories, des juniors de moins de 10 ans à l'équipe senior.

## Liste des confrontations
(juillet 2024).
- Si vous ne connaissez pas le sujet, laissez ce bandeau (vous pouvez alors contacter les auteurs).
- Si vous supprimez le contenu mis en cause (vous pouvez préalablement contacter les auteurs),

argumentez précisément cette suppression dans la page de discussion
(un manque de référence n'est pas un argument ; une recherche réelle de référence doit avoir été effectuée, être formellement documentée).
| No | Date                   | Lieu                                 | Match                             | Score  | Compétition                                       |
| -- | ---------------------- | ------------------------------------ | --------------------------------- | ------ | ------------------------------------------------- |
| 1  | 5 janvier 1908         | Parc des sports d'Aguiléra, Biarritz | Biarritz Stade – Aviron bayonnais | 1 – 0  | Championnat Guyenne et Gascogne (quart de finale) |
| 2  | [[ ]] saison 1908/1909 | -                                    | Aviron bayonnais – Biarritz Stade | 13 – 0 | Championnat de France (1re phase)                 |
| 3  | [[ ]] saison 1909/1910 | Stade de Hardoy, Anglet              | Aviron bayonnais – Biarritz Stade | 14 – 3 | Championnat de France (1re phase)                 |
| 4  | [[ ]] saison 1912/1913 | Stade de Hardoy, Anglet              | Aviron bayonnais – Biarritz Stade | 28 – 0 | Championnat de France (1re phase)                 |

| No  | Date                   | Lieu                                 | Match                                            | Score   | Compétition                                     |
| --- | ---------------------- | ------------------------------------ | ------------------------------------------------ | ------- | ----------------------------------------------- |
| 5   | [[ ]] saison 1922/1923 | Stade de Hardoy, Anglet              | Aviron bayonnais – Biarritz olympique            | 3 – 0   | Championnat de France (1re phase)               |
| 6   | [[ ]] saison 1923/1924 | Parc des sports d'Aguiléra, Biarritz | Biarritz olympique – Aviron bayonnais            | 0 – 3   | Championnat de France (1re phase)               |
| 7   | [[ ]] saison 1925/1926 | Stade de Hardoy, Anglet              | Aviron bayonnais – Biarritz olympique            | 3 – 0   | Championnat de France (1re phase)               |
| 8   | [[ ]] saison 1926/1927 | Stade de Hardoy, Anglet              | Aviron bayonnais – Biarritz olympique            | 5 – 0   | Championnat de France (1re phase)               |
| 9   | [[ ]] saison 1929/1930 | Parc des sports d'Aguiléra, Biarritz | Biarritz olympique – Aviron bayonnais            | 3 – 0   | Championnat de France (1re phase)               |
| 10  | [[ ]] saison 1930/1931 | Stade de Hardoy, Anglet              | Aviron bayonnais – Biarritz olympique            | 6 – 9   | Tournoi des 12                                  |
| 11  | [[ ]] saison 1930/1931 | Parc des sports d'Aguiléra, Biarritz | Biarritz olympique – Aviron bayonnais            | 24 – 0  | Tournoi des 12                                  |
| 12  | [[ ]] saison 1931/1932 | Stade de Hardoy, Anglet              | Aviron bayonnais – Biarritz olympique            | 3 – 3   | Tournoi des 12                                  |
| 13  | [[ ]] saison 1931/1932 | Parc des sports d'Aguiléra, Biarritz | Biarritz olympique – Aviron bayonnais            | 3 – 0   | Tournoi des 12                                  |
| 14  | [[ ]] saison 1932/1933 | Stade de Hardoy, Anglet              | Aviron bayonnais – Biarritz olympique            | 0 – 4   | Tournoi des 7                                   |
| 15  | [[ ]] saison 1932/1933 | Parc des sports d'Aguiléra, Biarritz | Biarritz olympique – Aviron bayonnais            | 20 – 5  | Tournoi des 7                                   |
| 16  | 13 mai 1934            | Stade des Ponts-Jumeaux, Toulouse    | Aviron bayonnais – Biarritz olympique            | 13 – 8  | Championnat de France (finale)                  |
| 17  | [[ ]] saison 1936/1937 | Parc des sports d'Aguiléra, Biarritz | Biarritz olympique – Aviron bayonnais            | 3 – 5   | Challenge Yves du Manoir                        |
| 18  | [[ ]] saison 1937/1938 | Stade de Hardoy, Anglet, Bayonne     | Aviron bayonnais – Biarritz olympique            | 5 – 6   | Championnat de France (1re phase)               |
| 19  | [[ ]] saison 1937/1938 | Stade de Hardoy, Anglet              | Aviron bayonnais – Biarritz olympique            | 3 – 0   | Challenge Yves du Manoir                        |
| 20  | [[ ]] saison 1938/1939 | Parc des sports d'Aguiléra, Biarritz | Biarritz olympique – Aviron bayonnais            | 12 – 18 | Challenge Yves du Manoir                        |
| 21  | [[ ]] saison 1939/1940 | Stade de Hardoy, Anglet              | Aviron bayonnais – Biarritz olympique            | 5 – 0   | Coupe des XV                                    |
| 22  | [[ ]] saison 1939/1940 | Parc des sports d'Aguiléra, Biarritz | Biarritz olympique – Aviron bayonnais            | 3 – 3   | Coupe des XV                                    |
| 23  | [[ ]] saison 1940/1941 | Stade Saint-Jean, Anglet             | Aviron bayonnais – Biarritz olympique            | 9 – 5   | Coupe des XV                                    |
| 24  | [[ ]] saison 1940/1941 | Parc des sports d'Aguiléra, Biarritz | Biarritz olympique – Aviron bayonnais            | 6 – 5   | Coupe des XV                                    |
| 25  | [[ ]] saison 1941/1942 | Parc des sports Saint-Léon, Bayonne  | Aviron bayonnais – Biarritz olympique            | 0 – 11  | Coupe des XV                                    |
| 26  | [[ ]] saison 1941/1942 | Parc des sports d'Aguiléra, Biarritz | Biarritz olympique – Aviron bayonnais            | 6 – 10  | Coupe des XV                                    |
| 27  | [[ ]] saison 1941/1942 | Parc des sports Saint-Léon, Bayonne  | Aviron bayonnais – Biarritz olympique            | 6 – 9   | Coupe des XV                                    |
| 28  | [[ ]] saison 1942/1943 | Parc des sports Saint-Léon, Bayonne  | Aviron bayonnais – Biarritz olympique            | 22 – 11 | Coupe des XV                                    |
| 29  | [[ ]] saison 1942/1943 | Parc des sports d'Aguiléra, Biarritz | Biarritz olympique – Aviron bayonnais            | 6 – 11  | Coupe des XV                                    |
| 30  | [[ ]] saison 1944/1945 | Parc des sports Saint-Léon, Bayonne  | Aviron bayonnais – Biarritz olympique            | 6 – 5   | Coupe des XV                                    |
| 31  | [[ ]] saison 1945/1946 | Bordeaux                             | Aviron bayonnais – Biarritz olympique            | 8 – 16  | Coupe de France de rugby à XV (quart de finale) |
| 32  | [[ ]] saison 1947/1948 | Parc des sports d'Aguiléra, Biarritz | Biarritz olympique – Aviron bayonnais            | 10 – 8  | Championnat de France (1re phase)               |
| 33  | [[ ]] saison 1947/1948 | Parc des sports Saint-Léon, Bayonne  | Aviron bayonnais – Biarritz olympique            | 3 – 5   | Championnat de France (1re phase)               |
| 34  | [[ ]] saison 1948/1949 | Parc des sports Saint-Léon, Bayonne  | Aviron bayonnais – Biarritz olympique            | 8 – 3   | Coupe de France de rugby à XV                   |
| 35  | [[ ]] saison 1959/1960 | Parc des sports Saint-Léon, Bayonne  | Aviron bayonnais – Biarritz olympique            | 0 – 0   | Championnat de France (1re phase)               |
| 36  | [[ ]] saison 1959/1960 | Parc des sports d'Aguiléra, Biarritz | Biarritz olympique – Aviron bayonnais            | 3 – 0   | Championnat de France (1re phase)               |
| 37  | [[ ]] saison 1964/1965 | Parc des sports Saint-Léon, Bayonne  | Aviron bayonnais – Biarritz olympique            | 3 – 3   | Challenge Yves du Manoir                        |
| 38  | [[ ]] saison 1966/1967 | Parc des sports d'Aguiléra, Biarritz | Biarritz olympique – Aviron bayonnais            | 8 – 8   | Championnat de France (1re phase)               |
| 39  | [[ ]] saison 1966/1967 | Parc des sports Saint-Léon, Bayonne  | Aviron bayonnais – Biarritz olympique            | 14 – 5  | Championnat de France (1re phase)               |
| 40  | [[ ]] saison 1966/1967 | Parc des sports d'Aguiléra, Biarritz | Biarritz olympique – Aviron bayonnais            | 11 – 17 | Challenge Yves du Manoir                        |
| 41  | [[ ]] saison 1967/1968 | Parc des sports Saint-Léon, Bayonne  | Aviron bayonnais – Biarritz olympique            | 5 – 5   | Challenge Antoine-Béguère                       |
| 42  | [[ ]] saison 1968/1969 | Parc des sports Saint-Léon, Bayonne  | Aviron bayonnais – Biarritz olympique            | 19 – 3  | Challenge Yves du Manoir                        |
| 43  | [[ ]] saison 1968/1969 | Parc des sports d'Aguiléra, Biarritz | Biarritz olympique – Aviron bayonnais            | 21 – 6  | Challenge Antoine-Béguère                       |
| 44  | [[ ]] saison 1969/1970 | Parc des sports d'Aguiléra, Biarritz | Biarritz olympique – Aviron bayonnais            | 18 – 6  | Challenge Yves du Manoir                        |
| 45  | [[ ]] saison 1970/1971 | Parc des sports Saint-Léon, Bayonne  | Aviron bayonnais – Biarritz olympique            | 8 – 19  | Coupe des XV                                    |
| 46  | [[ ]] saison 1972/1973 | Parc des sports d'Aguiléra, Biarritz | Biarritz olympique – Aviron bayonnais            | 20 – 4  | Challenge Yves du Manoir                        |
| 47  | [[ ]] saison 1973/1974 | Stade du Hameau, Pau                 | Aviron bayonnais – Biarritz olympique            | 7 – 6   | Challenge Bendern (finale)                      |
| 48  | [[ ]] saison 1974/1975 | Parc des sports d'Aguiléra, Biarritz | Biarritz olympique – Aviron bayonnais            | 32 – 8  | Challenge Bendern                               |
| 49  | [[ ]] saison 1974/1975 | Parc des sports Saint-Léon, Bayonne  | Aviron bayonnais – Biarritz olympique            | 20 – 12 | Challenge Bendern                               |
| 50  | [[ ]] saison 1975/1976 | Parc des sports Saint-Léon, Bayonne  | Aviron bayonnais – Biarritz olympique            | 6 – 3   | Championnat de France (1re phase)               |
| 51  | [[ ]] saison 1975/1976 | Parc des sports d'Aguiléra, Biarritz | Biarritz olympique – Aviron bayonnais            | 17 – 6  | Championnat de France (1re phase)               |
| 52  | [[ ]] saison 1978/1979 | Parc des sports Saint-Léon, Bayonne  | Aviron bayonnais – Biarritz olympique            | 23 – 10 | Championnat de France (1re phase)               |
| 53  | [[ ]] saison 1978/1979 | Parc des sports d'Aguiléra, Biarritz | Biarritz olympique – Aviron bayonnais            | 17 – 16 | Championnat de France (1re phase)               |
| 54  | [[ ]] saison 1979/1980 | Parc des sports Saint-Léon, Bayonne  | Aviron bayonnais – Biarritz olympique            | 9 – 16  | Championnat de France (1re phase)               |
| 55  | [[ ]] saison 1979/1980 | Parc des sports d'Aguiléra, Biarritz | Biarritz olympique – Aviron bayonnais            | 8 – 12  | Championnat de France (1re phase)               |
| 56  | [[ ]] saison 1981/1982 | Parc des sports Saint-Léon, Bayonne  | Aviron bayonnais – Biarritz olympique            | 17 – 6  | Championnat de France (1re phase)               |
| 57  | [[ ]] saison 1981/1982 | Parc des sports d'Aguiléra, Biarritz | Biarritz olympique – Aviron bayonnais            | 18 – 6  | Championnat de France (1re phase)               |
| 58  | [[ ]] saison 1982/1983 | Parc des sports Saint-Léon, Bayonne  | Aviron bayonnais – Biarritz olympique            | 13 – 6  | Championnat de France (1re phase)               |
| 59  | [[ ]] saison 1982/1983 | Parc des sports d'Aguiléra, Biarritz | Biarritz olympique – Aviron bayonnais            | 28 – 13 | Challenge Yves du Manoir                        |
| 60  | [[ ]] saison 1982/1983 | Parc des sports Saint-Léon, Bayonne  | Aviron bayonnais – Biarritz olympique            | 10 – 12 | Challenge Yves du Manoir                        |
| 61  | [[ ]] saison 1982/1983 | Parc des sports d'Aguiléra, Biarritz | Biarritz olympique – Aviron bayonnais            | 18 – 16 | Championnat de France (1re phase)               |
| 62  | [[ ]] saison 1984/1985 | Parc des sports Saint-Léon, Bayonne  | Aviron bayonnais – Biarritz olympique            | 15 – 20 | Challenge Antoine-Béguère                       |
| 63  | [[ ]] saison 1984/1985 | Parc des sports d'Aguiléra, Biarritz | Biarritz olympique – Aviron bayonnais            | 27 – 11 | Challenge Antoine-Béguère                       |
| 64  | [[ ]] saison 1985/1986 | Parc des sports d'Aguiléra, Biarritz | Biarritz olympique – Aviron bayonnais            | 24 – 19 | Championnat de France (1re phase)               |
| 65  | [[ ]] saison 1985/1986 | Parc des sports Saint-Léon, Bayonne  | Aviron bayonnais – Biarritz olympique            | 0 – 6   | Championnat de France (1re phase)               |
| 66  | [[ ]] saison 1986/1987 | Parc des sports Saint-Léon, Bayonne  | Aviron bayonnais – Biarritz olympique            | 15 – 9  | Championnat de France (1re phase)               |
| 67  | [[ ]] saison 1986/1987 | Parc des sports d'Aguiléra, Biarritz | Biarritz olympique – Aviron bayonnais            | 28 – 13 | Championnat de France (1re phase)               |
| 68  | [[ ]] saison 1987/1988 | Parc des sports Saint-Léon, Bayonne  | Aviron bayonnais – Biarritz olympique            | 12 – 24 | Championnat de France (1re phase)               |
| 69  | [[ ]] saison 1987/1988 | Parc des sports d'Aguiléra, Biarritz | Biarritz olympique – Aviron bayonnais            | 26 – 21 | Challenge Yves du Manoir                        |
| 70  | [[ ]] saison 1987/1988 | Parc des sports Saint-Léon, Bayonne  | Aviron bayonnais – Biarritz olympique            | 21 – 12 | Challenge Yves du Manoir                        |
| 71  | [[ ]] saison 1987/1988 | Parc des sports d'Aguiléra, Biarritz | Biarritz olympique – Aviron bayonnais            | 0 – 13  | Championnat de France (1re phase)               |
| 72  | [[ ]] saison 1988/1989 | Parc des sports d'Aguilera, Biarritz | Biarritz olympique – Aviron bayonnais            | 9 – 9   | Challenge Yves du Manoir                        |
| 73  | [[ ]] saison 1988/1989 | Parc des sports Saint-Léon, Bayonne  | Aviron bayonnais – Biarritz olympique            | 31 – 18 | Challenge Yves du Manoir                        |
| 74  | [[ ]] saison 1989/1990 | Parc des sports d'Aguiléra, Biarritz | Biarritz olympique – Aviron bayonnais            | 24 – 20 | Championnat de France (1re phase)               |
| 75  | [[ ]] saison 1989/1990 | Parc des sports Saint-Léon, Bayonne  | Aviron bayonnais – Biarritz olympique            | 18 – 18 | Championnat de France (1re phase)               |
| 76  | 16 mai 1992            | Stade Maurice-Trélut, Tarbes         | Aviron bayonnais – Biarritz olympique            | 15 – 16 | Championnat de France (quart de finale)         |
| 77  | [[ ]] saison 1992/1993 | Parc des sports d'Aguiléra, Biarritz | Biarritz olympique – Aviron bayonnais            | 13 – 17 | Challenge Yves du Manoir                        |
| 78  | [[ ]] saison 1992/1993 | Parc des sports Saint-Léon, Bayonne  | Aviron bayonnais – Biarritz olympique            | 18 – 9  | Challenge Yves du Manoir                        |
| 79  | 11 mars 1995           | Parc des sports Saint-Léon, Bayonne  | Aviron bayonnais – Biarritz olympique            | 16 – 16 | Coupe André-Moga (match aller)                  |
| 80  | 16 avril 1995          | Parc des sports d'Aguiléra, Biarritz | Biarritz olympique – Aviron bayonnais            | 8 – 9   | Coupe André-Moga (Match retour)                 |
| 81  | 19 octobre 1997        | Parc des sports d'Aguiléra, Biarritz | Biarritz olympique – Aviron bayonnais            | 44 – 11 | Challenge Yves du Manoir                        |
| 82  | 12 novembre 2000       | Parc des sports d'Aguiléra, Biarritz | Biarritz olympique – Aviron bayonnais            | 28 – 13 | Coupe de la Ligue                               |
| 83  | 18 février 2001        | Stade Jean-Dauger, Bayonne           | Aviron bayonnais – Biarritz olympique            | 27 – 22 | Coupe de la Ligue                               |
| 84  | 13 novembre 2001       | Parc des sports d'Aguiléra, Biarritz | Biarritz olympique – Aviron bayonnais            | 17 – 16 | Coupe de la Ligue                               |
| 85  | [[ ]] 2002             | Stade Jean-Dauger, Bayonne           | Aviron bayonnais – Biarritz olympique            | 13 – 59 | Coupe de la Ligue                               |
| 86  | 18 septembre 2004      | Parc des sports d'Aguiléra, Biarritz | Biarritz olympique – Aviron bayonnais            | 22 – 27 | Top 16                                          |
| 87  | 26 février 2005        | Stade Jean-Dauger, Bayonne           | Aviron bayonnais – Biarritz olympique            | 16 – 41 | Top 16                                          |
| 88  | 12 novembre 2005       | Stade Jean-Dauger, Bayonne           | Aviron bayonnais – Biarritz olympique            | 10 – 9  | Top 14                                          |
| 89  | 29 avril 2006          | Parc des sports d'Aguiléra, Biarritz | Biarritz olympique – Aviron bayonnais            | 53 – 7  | Top 14                                          |
| 90  | 30 août 2006           | Parc des sports d'Aguiléra, Biarritz | Biarritz olympique – Aviron bayonnais            | 54 – 0  | Top 14                                          |
| 91  | 1er décembre 2006      | Stade Jean-Dauger, Bayonne           | Aviron bayonnais – Biarritz olympique            | 11 – 15 | Top 14                                          |
| 92  | 1er décembre 2007      | Stade Jean-Dauger, Bayonne           | Aviron bayonnais – Biarritz olympique            | 10 – 14 | Top 14                                          |
| 93  | 12 avril 2008          | Parc des sports d'Aguiléra, Biarritz | Biarritz olympique – Aviron bayonnais            | 20 – 0  | Top 14                                          |
| 94  | 1er novembre 2008      | Parc des sports d'Aguiléra, Biarritz | Biarritz olympique – Aviron bayonnais            | 12 – 14 | Top 14                                          |
| 95  | 4 avril 2009           | Stade Jean-Dauger, Bayonne           | Aviron bayonnais – Biarritz olympique            | 15 – 19 | Top 14                                          |
| 96  | 12 septembre 2009      | Stade d'Anoeta, Saint-Sébastien      | Biarritz olympique – Aviron bayonnais            | 12 – 6  | Top 14                                          |
| 97  | 28 janvier 2010        | Stade Jean-Dauger, Bayonne           | Aviron bayonnais – Biarritz olympique            | 15 – 0  | Top 14                                          |
| 98  | 2 octobre 2010         | Stade Jean-Dauger, Bayonne           | Aviron bayonnais – Biarritz olympique            | 19 – 22 | Top 14                                          |
| 99  | 26 mars 2011           | Stade d'Anoeta, Saint-Sébastien      | Biarritz olympique – Aviron bayonnais            | 40 – 10 | Top 14                                          |
| 100 | 29 novembre 2011       | Parc des sports d'Aguiléra, Biarritz | Biarritz olympique – Aviron bayonnais            | 21 – 19 | Top 14                                          |
| 101 | 14 avril 2012          | Stade Jean-Dauger, Bayonne           | Aviron bayonnais – Biarritz olympique            | 24 – 19 | Top 14                                          |
| 102 | 30 septembre 2012      | Parc des sports d'Aguiléra, Biarritz | Biarritz olympique – Aviron bayonnais            | 15 – 16 | Top 14                                          |
| 103 | 1er mars 2013          | Stade Jean-Dauger, Bayonne           | Aviron bayonnais – Biarritz olympique            | 6 – 6   | Top 14                                          |
| 104 | 28 septembre 2013      | Stade Jean-Dauger, Bayonne           | Aviron bayonnais – Biarritz olympique            | 27 – 19 | Top 14                                          |
| 105 | 2 mars 2014            | Parc des sports d'Aguiléra, Biarritz | Biarritz olympique – Aviron bayonnais            | 8 – 11  | Top 14                                          |
| 106 | 8 novembre 2015        | Stade Jean-Dauger, Bayonne           | Aviron bayonnais – Biarritz olympique            | 32 – 25 | Pro D2                                          |
| 107 | 28 janvier 2016        | Parc des sports d'Aguiléra, Biarritz | Biarritz olympique – Aviron bayonnais            | 13 – 16 | Pro D2                                          |
| 108 | 14 octobre 2017        | Stade Jean-Dauger, Bayonne           | Aviron bayonnais – Biarritz olympique            | 24 – 30 | Pro D2                                          |
| 109 | 3 février 2018         | Parc des sports d'Aguiléra, Biarritz | Biarritz olympique – Aviron bayonnais            | 17 – 14 | Pro D2                                          |
| 110 | 27 septembre 2018      | Parc des sports d'Aguiléra, Biarritz | Biarritz olympique – Aviron bayonnais            | 22 – 6  | Pro D2                                          |
| 111 | 4 avril 2019           | Stade Jean-Dauger, Bayonne           | Aviron bayonnais – Biarritz olympique            | 14 – 19 | Pro D2                                          |
| 112 | 12 juin 2021           | Parc des sports d'Aguiléra, Biarritz | Biarritz olympique (t. a. b.) – Aviron bayonnais | 6 – 6   | Barrage d'accession au Top 14                   |

| No | Date        | Lieu                            | Match                                 | Score  | Compétition          |
| -- | ----------- | ------------------------------- | ------------------------------------- | ------ | -------------------- |
| -  | 3 août 2012 | Stade d'Anoeta, Saint-Sébastien | Biarritz olympique – Aviron bayonnais | 10 – 0 | Coupe du Pays basque |

## Statistiques
Mise à jour le 14 juin 2021.
- La plus longue série de matchs invaincus 
  - Aviron bayonnais : 7
  - Biarritz olympique : 7
- Premier match gagné par les Bayonnais : saison 1908-1909
- Premier match gagné par les Biarrots : en 1908
- Dernier match gagné par les Bayonnais : 28 janvier 2016
- Dernier match gagné par les Biarrots : 12 juin 2021
- Plus grand nombre de points marqués par les Bayonnais : 32 le 8 novembre 2015
- Plus grand nombre de points marqués par les Biarrots : 59 en 2002
- Plus grande différence de points dans un match gagné par les Bayonnais : +28 en 1912-1913
- Plus grande différence de points dans un match gagné par les Biarrots : +54 le 30 août 2006
- Nombre total de points inscrits par les Bayonnais : 1250
- Nombre total de points inscrits par les Biarrots : 1544

## Joueurs ayant porté les deux maillots
Sont comptabilisés les joueurs ayant porté les deux maillots en match officiel et/ou ayant entraîné les deux équipes.
| Nom                  | Années à Bayonne (matchs, points) | Années à Biarritz (matchs, points) | Palmarès à Bayonne                                                                      | Palmarès à Biarritz | Capitanat        | Entraîneur                               |
| -------------------- | --------------------------------- | ---------------------------------- | --------------------------------------------------------------------------------------- | --- | ---------------- | ---------------------------------------- |
| Mathieu Acebes       | 2007-2009                         | 2003-2007 2024-                    |                                                                                         | |                  |                                          |
| Peyo Alvarez         |                                   |                                    |                                                                                         | |                  |                                          |
| Christian Archidoit  |                                   |                                    |                                                                                         | |                  |                                          |
| Alain Arozarena      |                                   |                                    |                                                                                         | |                  |                                          |
| Arnaud Arregui       |                                   |                                    |                                                                                         | |                  |                                          |
| Philippe Audap       |                                   |                                    |                                                                                         | |                  |                                          |
| Denis Avril          | 2008-2012                         | 1996-2008                          |                                                                                         | Champion de France : 2002, 2005, 2006 Vainqueur du Challenge Yves du Manoir 2000 Demi-finaliste du Championnat de France : 2001, 2003, 2007 Demi-finaliste de la Heineken Cup : 2004, 2005 Quart-de-finaliste du Championnat de France : 2000 Quart-de-finaliste de la Heineken Cup : 2001, 2003, 2007 Quart-de-finaliste du Bouclier européen : 2000 Finaliste de la Coupe de la Ligue : 2002 |                  | Bayonne (janv. 2012-2013)                |
| Marc Baget           | 2006-2013                         | 2003-2006                          |                                                                                         | Champion de France : 2005, 2006 Finaliste de la Heineken Cup : 2006 |                  |                                          |
| Patrice Baronio      |                                   |                                    |                                                                                         | |                  |                                          |
| Pierre Bernard       | 2008-2010                         | 2017-2020                          |                                                                                         | |                  |                                          |
| Patrick Berthoumieu  |                                   |                                    |                                                                                         | |                  |                                          |
| Ben Broster          | 2016-2017                         | 2012-2016                          |                                                                                         | Demi-finaliste du Challenge européen : 2013 | Biarritz         |                                          |
| Gérard Camouseigt    |                                   |                                    |                                                                                         | |                  |                                          |
| Thierry Cléda        | 2004-2006                         | 1990-1993                          |                                                                                         | Finaliste du Championnat de France : 1992 |                  |                                          |
| Eduard Coetzee       | 2005-2007                         | 2007-2011                          |                                                                                         | Finaliste de la Heineken Cup : 2010 | Biarritz         |                                          |
| Jean Condom          | 1996-1997                         | 1986-1996                          |                                                                                         | Finaliste du Championnat de France : 1992 |                  |                                          |
| Matias Cortese       | 2008-2009                         | 2007-2008                          |                                                                                         | |                  |                                          |
| François Da Ros      | 2009-2012                         | 2020-2022                          |                                                                                         | Finaliste de Pro D2 : 2021 |                  |                                          |
| Christophe Dabadie   | 2002-?                            | 2000-2002                          |                                                                                         | Champion de France : 2002 Demi-finaliste du Championnat de France : 2001 Finaliste de la Coupe de la Ligue 2002 |                  |                                          |
| Beñat Daguerre       | 2001-2002                         | 1990-2001                          |                                                                                         | Finaliste du Championnat de France : 1992 Vainqueur du Challenge Yves-du-Manoir : 2000 Demi-finaliste du Championnat de France : 2001 |                  | Bayonne (Espoirs)                        |
| Roger Darmendrail    |                                   |                                    |                                                                                         | |                  |                                          |
| Eric Darritchon      |                                   |                                    |                                                                                         | |                  |                                          |
| Yann David           | 2021-2023                         | 2023-                              |                                                                                         | |                  |                                          |
| Pierre Destandau     |                                   |                                    |                                                                                         | |                  |                                          |
| Thomas Dolhagaray    | 2019-2024                         | 2024-                              |                                                                                         | |                  |                                          |
| Willie Du Plessis    | 2015-2019                         | 2019-2021                          | Vainqueur de la finale d'accession de Pro D2 : 2016 Champion de France de Pro D2 : 2019 | Finaliste de Pro D2 : 2021 |                  |                                          |
| Pepito Elhorga       | 2007-2012                         | 1996-1999                          |                                                                                         | |                  |                                          |
| Michel Estournès     |                                   |                                    |                                                                                         | |                  |                                          |
| Mickaël Etcheverria  | -2002                             | 2002-2006                          |                                                                                         | Champion de France : 2005 Finaliste de la Heineken Cup : 2006 Demi-finaliste du Championnat de France : 2003 Demi-finaliste de la Heineken Cup : 2004, 2005 |                  | 1997-2008                                |
| Antoine Fabre        |                                   |                                    |                                                                                         | |                  |                                          |
| Didier Faugeron      |                                   |                                    |                                                                                         | Demi-finaliste de la Amlin Cup : 2013 |                  | Bayonne (2011-2012) Biarritz (2012-2014) |
| Philippe Feuillade   |                                   |                                    |                                                                                         | Finaliste du Championnat de France : 1992 |                  |                                          |
| Baptiste Germain     | 2024-                             | 2022-2023                          |                                                                                         | |                  |                                          |
| Jean-Michel Gonzalez | 1985-1994                         | 1998-2005                          |                                                                                         | Champion de France : 2002, 2005 Vainqueur du Challenge Yves du Manoir : 2000 Demi-finaliste du Championnat de France : 2001, 2003, 2007 Demi-finaliste de la Heineken Cup : 2004, 2005 Finaliste de la Coupe de la Ligue : 2002 | Biarritz         | Biarritz (2008-2011)                     |
| Dominique Gueraçague | 2001-2002                         | 1991-2001                          |                                                                                         | Finaliste du Championnat de France : 1992 Vainqueur du Challenge Yves-du-Manoir : 2000 Demi-finaliste du Championnat de France : 2001 |                  |                                          |
| Shaun Hegarty        | 2006-2008                         | 2003-2006                          |                                                                                         | Champion de France : 2005, 2006 |                  |                                          |
| Arnaud Héguy         | 2005-2011                         | 2011-2014                          |                                                                                         | Vainqueur du Challenge européen : 2012 Demi-finaliste du Challenge européen : 2013 | Biarritz         |                                          |
| Aitor Hourcade       | 2020-2024                         | 2024-                              | Champion de France de Pro D2 : 2022                                                     | |                  |                                          |
| Giorgi Jgenti        | 2014-2015                         | 2007-2008                          |                                                                                         | |                  |                                          |
| Thibault Lacroix     | 2008-2013 2015-2018               | 2003-2005                          | Vainqueur de la finale d’accession de ProD2 : 2016                                      | Champion de France 2005 Demi-finaliste de la Heineken Cup : 2004 et 2005 |                  |                                          |
| Patrice Lagisquet    | 1982-1992                         | 1992-1997                          |                                                                                         | Champion de France (entraîneur) : 2002, 2005, 2006 Vainqueur du Challenge Yves-du-Manoir : 2000 Vainqueur du Challenge européen : 2012 Finaliste de la Heineken Cup : 2006 Demi-finaliste du Championnat de France : 2001, 2003, 2007 Demi-finaliste de la Heineken Cup : 2004, 2005 Finaliste de la Coupe de la Ligue : 2002                                                                  |                  | Biarritz (1997-2008 ; 2012-2014)         |
| Yannick Lamour       | 2000-2006                         | 1996-2000                          |                                                                                         | Vainqueur du Challenge Yves-du-Manoir : 2000 Quart-de-finaliste du Championnat de France : 2000 Quart-de-finaliste du Bouclier européen : 2000 |                  |                                          |
| Pierre Laharrague    |                                   |                                    |                                                                                         | |                  |                                          |
| Grégoire Lascubé     |                                   |                                    |                                                                                         | |                  |                                          |
| Jimmy Legarto        |                                   |                                    |                                                                                         | |                  |                                          |
| Thomas Lièvremont    |                                   | 2000-2007                          |                                                                                         | Champion de France : 2002, 2005, 2006 Finaliste de la Heineken Cup : 2006 Demi-finaliste de la Heineken Cup : 2004, 2005 Demi-finaliste du Championnat de France : 2001, 2003, 2007 Quart-de-finaliste de la Heineken Cup : 2001, 2003, 2007 Finaliste de la Coupe de la Ligue : 2002 | Biarritz         | Bayonne (2010-2011)                      |
| Franck Macia         | 2002-                             | 2001-2002                          |                                                                                         | Champion de France : 2002 Finaliste de la Coupe de la Ligue : 2002 |                  |                                          |
| Mathieu Maillard     | 2008-2009                         | 2003-2005                          |                                                                                         | Champion de France : 2005 Demi-finaliste de la Heineken Cup : 2004, 2005 |                  |                                          |
| Nicolas Morlaes      |                                   | 1999-2002                          |                                                                                         | Champion de France : 2002 Vainqueur Challenge Yves-du-Manoir : 2000 Demi-finaliste du Championnat de France : 2001 Finaliste de la Coupe de la Ligue : 2002 Quart-de-finaliste de la Heineken Cup : 2001 Quart-de-finaliste du Championnat de France : 2000 |                  | Bayonne (2014-2015)                      |
| François Navarron    |                                   |                                    |                                                                                         | |                  |                                          |
| Jean-Michel Pain     |                                   |                                    |                                                                                         | |                  |                                          |
| Joe Pietersen        | 2010-2011                         | 2013-2014                          |                                                                                         | |                  |                                          |
| Jacky Rollet         |                                   |                                    |                                                                                         | |                  |                                          |
| David Roumieu        | 2007-2015                         | 2016-2017                          |                                                                                         | Demi-finaliste de la ProD2 : 2017 | Bayonne Biarritz |                                          |
| Michel Sallaberry    |                                   |                                    |                                                                                         | |                  |                                          |
| Pelu-Ian Taele       | 2014-2017                         | 2009-2014                          | Vainqueur de la finale d’accession de ProD2 : 2016                                      | Vainqueur du Challenge européen : 2012 Finaliste de la Heineken Cup : 2010 Demi-finaliste du Challenge européen : 2013 |                  |                                          |
| Filimo Taofifénua    | 2018-2022                         | 2024-                              | Champion de France de Pro D2 : 2022                                                     | |                  |                                          |
| Luka Tchelidze       | 2021-2022                         | 2022-2023                          | Vainqueur de la finale d’accession de ProD2 : 2022                                      | |                  |                                          |
| Jean-Claude Thicoïpe |                                   |                                    |                                                                                         | |                  |                                          |
| Benjamin Thiéry      | 2004-2007 2015-2019               | 2007-2009                          | Champion de France de ProD2 : 2019                                                      | |                  |                                          |
| Patrick Tissinier    |                                   |                                    |                                                                                         | |                  |                                          |
| Asier Usarraga       | 2020-2022                         | 2014-2017 2018-2020                |                                                                                         | Demi-finaliste de ProD2 : 2017 |                  |                                          |
| Frédéric Uthurry     |                                   |                                    |                                                                                         | |                  |                                          |
| Saïmoni Vaka         | 2013-2015                         | 2016-2017                          |                                                                                         | Demi-finaliste de ProD2 : 2017 |                  |                                          |
| René Viguera         |                                   |                                    |                                                                                         | |                  |                                          |
| Hedley Wessels       | 2005-2006                         | 2006-2008                          |                                                                                         | Demi-finaliste du Top 14 : 2007 Quart-de-finaliste de Heineken Cup : 2007 |                  |                                          |
| Callum Wilson        | 2019-11/2019                      | 11/2019-2020                       |                                                                                         | |                  |                                          |
| Pierre Zozaya        |                                   |                                    |                                                                                         | |                  |                                          |